# لوئیزا سانفلیچه
لوئیزا سانفلیچه (ایتالیایی: Luisa Sanfelice) یک فیلم درام تاریخی ایتالیایی به کارگردانی برادران تاویانی است که در سال ۲۰۰۴ میلادی منتشر شد. فیلم‌نامۀ این فیلم اقتباسی از یکی از کتاب‌های الکساندر دوما است.

## بازیگران
- لتیسیا کاستا
- آدریانو جانینی
- سیسیلیا روت
- ماری بویمر
- للو آرنا
- کارملو گومس
- ژان-ایو برتلو
- مارگاریتا لوسانو
- خوزه آنخل اگیدو
- ترزا ساپونانجلو
- امیلیو سولفریتسی
- ماریانو ریجیلو
- ایزابلا اورسینی
- یوهانس زیلبرشنایدر